# 사샤 그레이
사샤 그레이(Sasha Grey, 1988년 3월 24일 ~ )는 미국의 배우, 모델, 음악가, 작가다. 포르노 영화를 통해 배우 데뷔를 해 2007년에서 2010년, AVN상 올해의 여성 퍼포머상(2008)을 포함한 다수의 상을 받으며 이름을 알렸다. 2011년, 포르노 배우 활동 시절에 관하여 쓴 책 Neü Sex를 출간했다.

## 출연 작품
- 스키니 딥 (2014)
- 오픈 윈도우즈 (2014)
- 스크리블러 (2014)
- 스냅 샷 (2013)
- 트란즈로코 (2013)
- 스컴 락스! (2013)
- 우드 유 래더 (2012)
- 네이키드 걸 (2012)
- 아이 멜트 위드 유 (2011)
- 스매시 컷 (2009)
- 더 걸프렌드 익스피어리언스 (2009)
- 데이즈 인 포르노 (2008)
- 내셔널 람푼: 스톤에이지 (2007)

## 같이 보기
- 포르노그래피의 여성주의적 관점